# Дивоєвичі
Дивоєвичі (хорв. Divojevići) — населений пункт у Хорватії, у Сплітсько-Далматинській жупанії у складі громади Лечевиця.

## Населення
Населення за даними перепису 2011 року становило 49 осіб.
Динаміка чисельності населення поселення:

## Клімат
Середня річна температура становить 12,98 °C, середня максимальна – 27,67 °C, а середня мінімальна – -1,07 °C. Середня річна кількість опадів – 847 мм.
| Клімат поселення                              | Клімат поселення | Клімат поселення | Клімат поселення | Клімат поселення | Клімат поселення | Клімат поселення | Клімат поселення | Клімат поселення | Клімат поселення | Клімат поселення | Клімат поселення | Клімат поселення | Клімат поселення |
| Показник                                      | Січ.             | Лют.             | Бер.             | Квіт.            | Трав.            | Черв.            | Лип.             | Серп.            | Вер.             | Жовт.            | Лист.            | Груд.            |                  |
| Середній максимум, °C                         | 9,27             | 9,89             | 12,90            | 16,44            | 21,26            | 25,13            | 27,67            | 27,50            | 22,71            | 18,10            | 12,84            | 9,86             |                  |
| Середня температура, °C                       | 4,10             | 4,72             | 7,72             | 11,28            | 16,08            | 19,97            | 23,21            | 23,04            | 18,25            | 13,63            | 8,39             | 5,39             |                  |
| Середній мінімум, °C                          | −1,07            | −0,44            | 2,56             | 6,11             | 10,91            | 14,80            | 18,74            | 18,55            | 13,78            | 9,17             | 3,93             | 0,92             |                  |
| Норма опадів, мм                              | 71               | 63               | 68               | 74               | 60               | 58               | 37               | 51               | 77               | 91               | 107              | 90               |                  |
| Середньомісячна швидкість вітру, м/с          | 2.68             | 2.90             | 3.01             | 2.88             | 2.57             | 2.28             | 2.28             | 2.18             | 2.40             | 2.52             | 3.00             | 2.99             |                  |
| Середньомісячна сонячна радіація, кДж/м²·день | 5478             | 8244             | 11849            | 16290            | 20174            | 22745            | 24284            | 21379            | 15907            | 10366            | 5865             | 4619             |                  |
| --------------------------------------------- | ---------------- | ---------------- | ---------------- | ---------------- | ---------------- | ---------------- | ---------------- | ---------------- | ---------------- | ---------------- | ---------------- | ---------------- | ---------------- |
| Джерело:                                      |                  |                  |                  |                  |                  |                  |                  |                  |                  |                  |                  |                  |                  |